# Marchigüe
Marchigüe, ook wel Marchihue, is een gemeente in de Chileense provincie Cardenal Caro in de regio Libertador General Bernardo O'Higgins. Marchigüe telde 7.308 inwoners in 2017 en heeft een oppervlakte van 660 km².
- Biblioteca Nacional de Chile: 000408405
- Gemeinsame Normdatei: 1185090088
- Virtual International Authority File: 9749155708729722580006